# Otto Kirchheimer
Otto Kirchheimer (alemany: [ˈkɪɐ̯çˌhaɪmɐ]) (Heilbronn, 11 de novembre de 1905 – Washington, 22 de novembre de 1965) va ser un jurista i politòleg alemany. Va participar de l'Escola de Frankfurt amb treballs sobre l'Estat i els Partits polítics.
Va néixer en el si d'una família jueva i entre 1912 i 1924 va estudiar a Heilbronn, Heidelberg i Ettenheim. A continuació es va matricular en Dret i sociologia a Múnic, Colònia, Berlín i Bonn. El 1928 es va doctorar cum laude per la Universitat de Bonn amb un treball sobre Carl Schmitt i la teoria política del socialisme i el bolxevisme. A Bonn, Kirchheimer era considerat uns dels estudiants favorits de Schmitt. En la seva joventut Kirchheimer era conegut per les seves conviccions socialistes conviccions i més tard va ser membre del Partit Socialdemòcrata.
De 1930 a 1933 Kirchheimer va treballar en la revista socialdemòcrata Die Gesellschaft (La Societat) i com a professor de ciències polítiques. Entre 1932 i 1933 també va treballar com a advocat a Berlín.
Durant el període de la República de Weimar el jove Kirchheimer va analitzar la relació entre l'estructura social i la constitució causant certa polémitca. Gran part del debat va ser causat pel seu assaig Weimar und was dann? Entstehung und Gegenwart der Weimarer Verfassung (Després de Weimar, què? Origen i present de la Constitució de Weimar) publicat a Berlín 1930 i on Kirchheimer descriu que amb la Constitució de Weimar com a base l'estat no és viable.

## Obres
- Zur Staatslehre des Sozialismus und Bolschewismus. Heymann, Berlin 1928.
- Weimar – und was dann? Entstehung und Gegenwart der Weimarer Verfassung. Laub, Berlin 1930.
- Die Grenzen der Enteignung. De Gruyter, Berlin 1930.
- mit Georg Rusche: Punishment and Social Structure. Columbia University Press, New York 1939.
  - Sozialstruktur und Strafvollzug. Europäische Verlagsanstalt, Frankfurt am Main, Köln 1974.
- Political Justice: The Use of Legal Procedure for Political Ends. Princeton University Press, Princeton 1961.
  - Politische Justiz: Verwendung juristischer Verfahrensmöglichkeiten zu politischen Zwecken. Aus dem Amerikanischen von Arcadius Rudolf Lang Gurland. Luchterhand, Neuwied 1965.
  - als Taschenbuch: Europäische Verlagsanstalt, Hamburg 1993, ISBN 3-434-46203-1.
- Politik und Verfassung. Suhrkamp, Frankfurt am Main 1964; Neuauflage 1981.
- Politische Herrschaft: Fünf Beiträge zur Lehre vom Staat. Suhrkamp, Frankfurt am Main 1967; Neuauflage 1981 (Aufsatzsammlung).
- Politics, Law and Social Change. Selected Essays of Otto Kirchheimer. New York, London 1969.
- Funktionen des Staats und der Verfassung: 10 Analysen. Suhrkamp, Frankfurt am Main 1972 (Aufsatzsammlung).
- Von der Weimarer Republik zum Faschismus: Die Auflösung der demokratischen Rechtsordnung. Suhrkamp, Frankfurt am Main 1976 (Aufsatzsammlung).